# Пољска на Светском првенству у атлетици у дворани 2018.
Пољска је на 17. Светском првенству у атлетици у дворани 2018. одржаном у Бирмингему од 1. до 4. марта учествовала седамнаести пут, односно учествовала је на свим првенствима до данас. Репрезентацију Пољске представљало 27 такмичара (16 мушкараца и 11 жена), који су се такмичили у 10 дисциплина (4 мушких и 6 женских).,
На овом првенству Пољска је по броју освојених медаља заузела 3 место са 5 освојених медаља (2 златне, 2 сребрне и 1 бронзана).
Поред тога остварен је један светски рекорд сезоне, оборена су: један национални рекорд, изједначен је један национални рекорд, три национална рекорда сезоне, шест лична рекорда и шест лична рекорда сезоне.
У табели успешности према броју и пласману такмичара који су учествовали у финалним такмичењима (првих 8 такмичара) Пољска је са 9 учесника у финалу заузела 4. место са 50 бодова.
| Плас. | Земља  | 1. место | 2. место | 3. место | 4. место | 5. место | 6. место | 7. место | 8. место | Бр. финал. | Бод. |
| ----- | ------ | -------- | -------- | -------- | -------- | -------- | -------- | -------- | -------- | ---------- | ---- |
| 4.    | Пољска | 2        | 2        | 1        | 1        | 2        | 0        | 0        | 1        | 9          | 50   |

## Учесници
| Мушкарци: - Ремигиуш Олжевски — 60 м - Рафал Омелко — 400 м, 4 х 400 м - Јакуб Кжевина — 400 м, 4 х 400 м - Адам Кшчот — 800 м - Марћин Левандовски — 1.500 м - Давид Зебровскик — 60 м препоне - Дамјан Чикјер — 60 м препоне - Лукаш Кравчук — 4 х 400 м - Патрик Адамчик — 4 х 400 м - Карол Залевски — 4 х 400 м - Силвестер Беднарек — Скок увис - Пјотр Лисек — Скок мотком - Павел Војћеховски — Скок мотком - Конрад Буковицки — Бацање кугле - Михал Харатик — Бацање кугле | Жене: - Ева Свобода — 60 м - Ана Кјелбасињска — 60 м - Јустина Свјенти-Ерсетиц — 400 м, 4 х 400 м - Патрицја Вићшкјевич — 400 м, 4 х 400 м - Ангелика Ћихоцка — 800 м - Каролина Колечек — 60 м препоне - Малгожата Холуб-Ковалик — 4 х 400 м - Александра Гаворска — 4 х 400 м - Џоана Линкиевич — 4 х 400 м - Наталија Качмарек — 4 х 400 м - Паулина Губа — Бацање кугле |  |

## Освајачи медаља (5)

### Злато (2)
- Адам Кшчот — 800 м
- Карол Залевски, Рафал Омелко, 
 Лукаш Кравчук, Јакуб Кшевина — 4 х 400 м

### Сребро (2)
- Марћин Лавандовски — 1.500 м
- Јустина Свјенти-Ерсетиц, Патрицја Вићшкјевич, 
 Александра Гаворска, Малгожата Холуб-Ковалик — 4 х 400 м

### Бронза (1)
- Пјотр Лисек — Скок мотком

## Резултати

### Мушкарци
| Атлетичар          | Дисциплина   | Лични рекорд | Квалификације  | Квалификације | Полуфинале           | Полуфинале           | Финале                | Финале       | Детаљи |
| Атлетичар          | Дисциплина   | Лични рекорд | Резултат       | Место         | Резултат             | Место                | Резултат              | Место        | Детаљи |
| ------------------ | ------------ | ------------ | -------------- | ------------- | -------------------- | -------------------- | --------------------- | ------------ | ------ |
| Ремигиуш Олжевски  | 60 м         | 6,62         | 6,65 КВ        | 2. у гр. 6    | 6,65 (.645)          | 5. у гр. 1           | Нису се квалификовали | 21 / 53 (56) |        |
| Рафал Омелко       | 400 м        | 46.08        | 47,13 КВ       | 2. у гр. 4    | 46,39                | 3. у гр. 2           | Нису се квалификовали | 8 / 25 (32)  |        |
| Јакуб Кжевина      | 400 м        | 6,62         | 46,57 КВ       | 1. у гр. 1    | 46,49                | 3. у гр. 1           | Нису се квалификовали | 9 / 25 (32)  |        |
| Адам Кшчот         | 800 м        | 1:44,57 НР   | 1:47,02 КВ     | 1. у гр. 2    |                      |                      | 1:47,47               |              |        |
| Марћин Левандовски | 1.500 м      | 3:37,37 НР   | 3:40,78 кв     | 4. у гр. 1    | 3:58,39              |                      |                       |              |        |
| Дамјан Чикјер      | 60 м препоне | 7,65         | 7,75           | 5. у гр. 2 кв | 7,78                 | 8. у гр. 3           | Није се квалификовао  | 21 / 37 (38) |        |
| Давид Зебровски    | 60 м препоне | 7,77         | 8,32           | 7. у гр. 1    | Није се квалификовао | Није се квалификовао | Није се квалификовао  | 36 / 37 (38) |        |
| Карол Залевски     | 4 х 400 м    | 3:02,97 НР   | 3:05,24 КВ НРС | 2. у гр. 1    |                      |                      | 3:01,77 СР, НР        |              |        |
| Рафал Омелко       | 4 х 400 м    | 3:02,97 НР   | 3:05,24 КВ НРС | 2. у гр. 1    |                      |                      | 3:01,77 СР, НР        |              |        |
| Лукаш Кравчук      | 4 х 400 м    | 3:02,97 НР   | 3:05,24 КВ НРС | 2. у гр. 1    |                      |                      | 3:01,77 СР, НР        |              |        |
| Јакуб Кшевина      | 4 х 400 м    | 3:02,97 НР   | 3:05,24 КВ НРС | 2. у гр. 1    |                      |                      | 3:01,77 СР, НР        |              |        |
| Патрик Адамчик*    | 4 х 400 м    | 3:02,97 НР   | 3:05,24 КВ НРС | 2. у гр. 1    |                      |                      | 3:01,77 СР, НР        |              |        |
| Силвестер Беднарек | Скок увис    | 2,33         |                |               |                      |                      | 2,25                  | 5 / 11       |        |
| Павел Војћеховски  | Скок мотком  | 5,86         | 5,60           | 13 / 15       |                      |                      |                       |              |        |
| Пјотр Лисек        | Скок мотком  | 6,00 НР      | 5,85           |               |                      |                      |                       |              |        |
| Конрад Буковицки   | Бацање кугле | 22,00        | 20,99          | 8 / 16        |                      |                      |                       |              |        |
| Михал Харатик      | Бацање кугле | 21,47        | 20,69          | 10 / 16       |                      |                      |                       |              |        |

- Такмичар у штафети који је обележен звездицом трчао је у квалификацијама.

### Жене
| Атлетичарка             | Дисциплина   | Лични рекорд | Квалификације       | Квалификације | Полуфинале            | Полуфинале            | Финале                | Финале       | Детаљи |
| Атлетичарка             | Дисциплина   | Лични рекорд | Резултат            | Место         | Резултат              | Место                 | Резултат              | Место        | Детаљи |
| ----------------------- | ------------ | ------------ | ------------------- | ------------- | --------------------- | --------------------- | --------------------- | ------------ | ------ |
| Ана Кјелбасињска        | 60 м         | 7,23         | 7,23 (.224) КВ, ЛР  | 3. у гр. 3    | 7,23 ЛР               | 5. у гр. 3            | Нису се квалификовале | 15 / 47      |        |
| Ева Свобода             | 60 м         | 7,07 НР      | 7,24 (.234) КВ      | 3. у гр. 6    | 7,25                  | 5. у гр. 2            | Нису се квалификовале | 16 / 47      |        |
| Јустина Свјенти-Ерсетиц | 400 м        | 51,78        | 53,05 (.043) КВ     | 2. у гр. 3    | 52,63 (.621) КВ       | 1. у гр. 2            | 51,85                 | 4 / 31 (34)  |        |
| Патрицја Вићшкјевич     | 400 м        | 52,51        | 53,22               | 4. у гр. 4    | Није се квалификовала | Није се квалификовала | Није се квалификовала | 17 / 31 (34) |        |
| Ангелика Ћихоцка        | 800 м        | 2:00,37      | 2:02,25             | 3. у гр. 1    |                       |                       | Нису се квалификовале | 7 / 14 (15)  |        |
| Каролина Колечек        | 60 м препоне | 8,05         | 8,16 (.157) КВ, ЛРС | 4. у гр. 5    | 8,21 (.209)           | 8. у гр. 3            | Нису се квалификовале | 21 / 36 (37) |        |
| Јустина Свјенти-Ерсетиц | 4 х 400 м    | 3:28,95 НР   | 3:32,07 НРС         | 3. у гр. 2    |                       |                       | 3:26,09 НР            |              |        |
| Патрицја Вићшкјевич     | 4 х 400 м    | 3:28,95 НР   | 3:32,07 НРС         | 3. у гр. 2    |                       |                       | 3:26,09 НР            |              |        |
| Александра Гаворска     | 4 х 400 м    | 3:28,95 НР   | 3:32,07 НРС         | 3. у гр. 2    |                       |                       | 3:26,09 НР            |              |        |
| Малгожата Холуб-Ковалик | 4 х 400 м    | 3:28,95 НР   | 3:32,07 НРС         | 3. у гр. 2    |                       |                       | 3:26,09 НР            |              |        |
| Џоана Линкиевич*        | 4 х 400 м    | 3:28,95 НР   | 3:32,07 НРС         | 3. у гр. 2    |                       |                       | 3:26,09 НР            |              |        |
| Наталија Качмарек*      | 4 х 400 м    | 3:28,95 НР   | 3:32,07 НРС         | 3. у гр. 2    |                       |                       | 3:26,09 НР            |              |        |
| Паулина Губа            | Бацање кугле | 18,77        |                     |               |                       |                       | 18,54                 | 5 / 15       |        |

- Такмичарке које су обележене звездицом трчале су у квалификацијама.